# SAI Ambrosini
La Società Aeronautica Italiana Ambrosini, meglio nota come SAI Ambrosini, era un'azienda aeronautica italiana nata dall'acquisizione della Società Anonima Industriale del gruppo Prampolini da parte della dell'ing. Angelo Ambrosini nel 1934.

## Origini

il SAI Ambrosini S.S.4

Sulle rive del Trasimeno nel 1916 venne istituita una scuola militare per piloti di idrovolanti.
Dopo un paio d'anni subentra la Società Anonima Industriale dell'ing. Prampolini di Reggio Emilia che introdusse un reparto per la revisione dei velivoli militari presenti in Italia dopo il conflitto.
I motori venivano affidati all'officina Ambrosini di Milano, inviati via ferrovia.

## Subentra Ambrosini
Nel 1933, col sopravvento di difficoltà economiche, Ambrosini, che era il maggior creditore, entra nella società come socio principale e l'anno successivo l'assorbe completamente mutando la denominazione in "Società Aeronautica Italiana ing. Ambrosini & C".
L'attività di revisione dei motori della Ambrosini venne dunque trasferita a Passignano, fu estesa la scuola di pilotaggio anche ai civili e successivamente avviò la produzione di aerei, prima su licenza Macchi e poi di propria concezione.
Furono chiamati come progettisti gli ingegneri aeronautici Silva, Preti e Stefanutti. Quest'ultimo progettò negli anni '30 il primo velivolo da caccia canard italiano: il SAI Ambrosini S.S.4.

## Dopoguerra

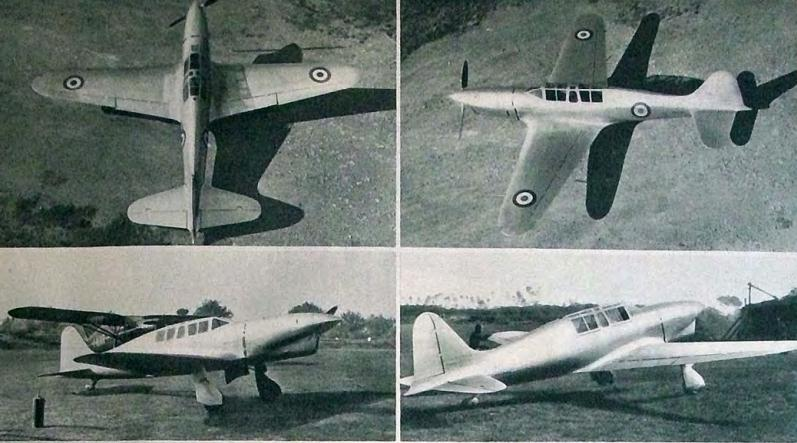
Il modello S.7

Dopo la pausa per l'occupazione tedesca, l'attività riprese inizialmente per la produzioni di attrezzature agricole e fisarmoniche e successivamente anche l'attività aeronautica. Venne prodotto in questo periodo il monoplano da turismo SAI Ambrosini S.7, usato come addestramento caccia dall'aeronautica militare. Seguono i velivoli sportivi Grifo e Rondone, sempre per l'Aeronautica Militare Italiana (AMI) e nel 1953 un motorscooter denominato Freccia Azzurra, aveva linee slanciate e finiture di pregio, mosso da motore Sachs da 150cc.
Dal 1954 ha inizio un periodo di crisi che portò la SAI alla amministrazione controllata nel 1957 e alla chiusura per fallimento nel 1958.

## La ripresa
Nel 1960 inizia una lenta ripresa sotto la direzione di Emilio Mariotti e Ivio Spaccapelo, le maestranze furono in parte impiegate per la costruzione di antenne radar per la Selenia e di materiale ferroviario.
Per un breve periodo altre aziende vi spostarono parte della loro produzione come l'Ansaldo, L'OTO Melara e la Garelli.
Negli ultimi anni di attività si costruirono battelli e motoscafi per la navigazione sul lago per conto della Provincia di Perugia e per privati, oltre a motobarche spingitrici utilizzate ancora oggi dal Genio Pontieri dell'Esercito Italiano quali la SAI 121 (bimotore con propulsori azimutali) e SAI 126 (bimotore con propulsori ad idrogetto).
Seguirono inoltre commesse per imbarcazioni di pregio e competizione come Il Moro di Venezia e Azzurra.
La SAI cessa ogni attività nel 1992.

## Il presente
Nel 2003 l'azienda T.A. Tecnologie d'Avanguardia, fondata dai fratelli Giovanni Sebastiano e Gian Luca Giannotti, ha creato un marchio di orologi di precisione rilevando i diritti di utilizzo del marchio SAI Ambrosini, richiamandosi per la sua produzione alle origini delle attrezzature impiegate dall'azienda di Angelo Ambrosini.

## Velivoli
- S.A.I. 1
- S.A.I. 2
- S.A.I. 3
- SAI-Ambrosini S.S.4, velivolo da caccia
- A.R.
- SAI Ambrosini 2S
- SAI Ambrosini 107
- SAI Ambrosini 207
- SAI Ambrosini 403
- SAI Ambrosini S.7, monoplano da turismo
- SAI Ambrosini Grifo
- SAI Ambrosini Rondone
- SAI Ambrosini P.512